# ادین باهتیچ
ادین باهتیچ (انگلیسی: Edin Bahtić؛ زادهٔ ۱ مهٔ ۱۹۵۶) بازیکن فوتبال اهل یوگسلاوی است.
از باشگاه‌هایی که در آن بازی کرده‌است می‌توان به باشگاه فوتبال سارایوو، باشگاه فوتبال ژلیزنیچار سارایوو، و باشگاه فوتبال آریس سالونیک اشاره کرد.
وی همچنین در تیم ملی فوتبال یوگسلاوی بازی کرده‌است.